# Eustachy Mnich
Eustachy Mnich (ok. 1170 - 1217) – angielski pirat. 

## Życiorys
Urodzony w szlacheckiej rodzinie niedaleko Boulogne-sur-Mer był wyszkolony na rycerza i żeglarza. Z nieznanych przyczyn został jednak mnichem. Porzucił jednak życie zakonne dla piractwa. Na początku XIII wieku jego imię szerzyło postrach wśród żeglarzy i mieszkańców wybrzeża kanału La Manche. Zginął pojmany przez Anglików podczas bitwy morskiej pod Sandwich w której zdradził swoich mocodawców i dowodził flotą francuską.